# Урака Кастиљска, краљица Португалије
Инфанткиња Урака Кастиљска (шп. Urraca de Castilla, ? — 3. новембар 1220) била је ћерка Алфонса VIII Кастиљског и Елеоноре Енглеске те унука Хенрија II Енглеског, а такође и сестра Енрикеа I Кастиљског.
Уракина је бака Елеонора од Аквитаније разматрала да Урака уда за француског краљевића Луја, сина Филипа II, али је ипак одлучила да ће Лујева жена бити Уракина сестра Бланка, наводно зато што Уракино име значи "сврака" на шпанском, док Бланкиним значи „бела“ .
Урака је постала жена инфанта Афонса, сина краља Санча I од Португалије. Урака и Афонсо су се венчали 1206, a он је наследио оца 1212. године као Афонсо II. Урака му је родила барем три сина и једну кћер.
Урака је умрла 3. новембра 1220. y Коимбри те је покопана у самостану Девице Марије у Алкобаси.

## Породично стабло
|  |                                         |  |  |  |  |  |  |  |  |  |  |  |  |  |  |  |
|  | 2. Алфонсо VIII од Кастиље              |  |  |  |  |  |  |  |  |  |  |  |  |  |  |  |
|  |                                         |  |  |  |  |  |  |  |  |  |  |  |  |  |  |  |
|  |                                         |  |  |  |  |  |  |  |  |  |  |  |  |  |  |  |
|  | 1. Урака Кастиљска, краљица Португалије |  |  |  |  |  |  |  |  |  |  |  |  |  |  |  |
|  |                                         |  |  |  |  |  |  |  |  |  |  |  |  |  |  |  |
|  |                                         |  |  |  |  |  |  |  |  |  |  |  |  |  |  |  |
|  | 3. Елеонора Енглеска                    |  |  |  |  |  |  |  |  |  |  |  |  |  |  |  |
|  |                                         |  |  |  |  |  |  |  |  |  |  |  |  |  |  |  |
|  |                                         |  |  |  |  |  |  |  |  |  |  |  |  |  |  |  |

## Деца
- Санчо II
- Афонсо III
- Леонора од Португалије, краљица Данске
- Фернандо, лорд од Серпе

Могуће је да је Урака још родила Висентеа, који је наводно сахрањен где и она.